# 제니퍼 프리먼
제니퍼 프리먼(Jennifer Freeman, 1985년 10월 20일 ~ )는 미국의 배우, 텔레비전 배우, 영화배우이다.
로스앤젤레스에서 태어났다.

## 방송
- 마이 와이프 앤 키즈 시즌 5
- 마이 와이프 앤 키즈 시즌 4
- 마이 와이프 앤 키즈 시즌 3
- 마이 와이프 앤 키즈 시즌 2

## 영화
- 트루 투 더 게임 (2017년)
- 폴링 어웨이 (2012년) - 에밀리 역
- 제이다 (2008년) - 자스민 역
- 더 라스트 런 (2004년)
- 존슨 가족의 휴가 (2004년) - 질 역
- 유 갓 서브드 (2004년) - 린야 역